# Ahmose-Nebetta
Ahmose-Nebetta (A veces escrito como Ahmose-Nebta) (en antiguo egipcio, “Hija de Iah (la Luna) - Señora de la tierra”) fue una princesa de finales de la decimoséptima dinastía de Egipto. Probablemente era hija de Seqenenra Taa y la reina Ahhotep y hermana  del faraón Amosis I. 

## Vida
Ahmose-Nebetta probablemente era hija de Seqenenra Taa. Pudo haberse casado con su hermano Amosis I, pero era su hermana Ahmose-Nefertari la Gran Esposa Real.
Sus títulos incluyen 'Hija del Rey' y 'Hermana del Rey'. Es nombrada en la inscripción de una estatua del príncipe Amosis en el Louvre (E 15682). Se nombran en ella dos hijas de Ahhotep, ambas llamadas Ahmose, por lo que se cree que representan a Ahmose-Nefertari y Ahmose-Nebetta. Una estatua de una princesa en el Louvre (N 496) se identifica como la hija del rey, la hermana del rey y la hija de la reina Ahhotep.
Ahmose-Nebetta aparece junto a otros miembros de la familia real ahmósida en la tumba de Inherkau (TT359) la cual data de la XX dinastía como una de los "Señores del Oeste". Es mostrada en la fila superior detrás de Ahmose-Tumerisy y delante de Ahmose Sapair.

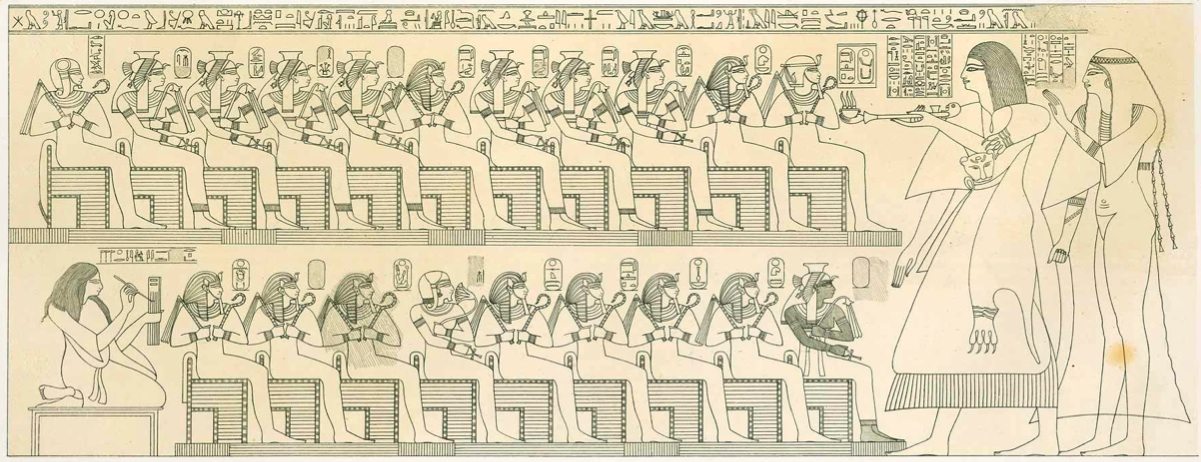
Escena de la tumba de Inherkau datada durante la XX dinastía de Egipto. Fila superior, de derecha a izquierda: Amenhotep I, Amosis I, Ahhotep, Ahmose-Meritamón, Sitamun, Sitamón?, Ahmose-Hentimehu, Ahmose-Tumerisy, Ahmose-Nebetta, Ahmés Sapair. Fila inferior, derecha a izquierda: Ahmose-Nefertari, Ramsés I, Mentuhotep II, Amenhotep II, Seqenenra Taa, Ramose?, Ramsés IV, ?, Tutmosis.